# Archie Cochrane
Archibald Leman Cochrane (Galashiels, 12 gennaio 1909 – 18 giugno 1988) è stato un medico ed epidemiologo scozzese.
Fu uno dei fondatori della medicina basata su prove di efficacia (EBM) ed innovatore nel campo dell'epidemiologia.

## Biografia
Nato a Kirklands, Galashiels in Scozia nel 1909 da una famiglia agiata, perse il padre nel 1917, caduto mentre prestava servizio nell'esercito durante la prima guerra mondiale a Gaza. Vinse una prima borsa di studio presso la Uppingham School nel 1922, successivamente una seconda presso il King's College di Cambridge, distinguendosi ed ottenendo nel 1930 la qualifica di MB di secondo livello. L'anno successivo rimase a Cambridge per il dottorato di ricerca impegnandosi con poca soddisfazione sullo studio delle colture dei tessuti, per poi recarsi tra il 1931 ed il 1934 a Berlino, quindi a Vienna e poi all'Aia per approfondire lo studio della psicanalisi sotto la guida di Theodor Reik, rimanendone però deluso. Decise quindi di trasferirsi a Londra nel 1934 presso l'University College Hospital. 
Nel 1935 interruppe gli studi per prestare servizio nel contingente medico inglese impegnato nella guerra civile spagnola, partecipando ai duri scontri del Jarama e di Brunete. Nel 1937 tornò a Londra riprendendo gli studi, terminati nel 1938 con la qualifica di dottore MB Bch.
Nel 1940 allo scoppio della seconda guerra mondiale entrò nell'esercito con il grado di capitano medico e venne catturato nel 1941 nella Battaglia di Creta, prestando servizio per il resto della guerra come ufficiale medico presso vari campi di prigionia. In questo contesto i suoi primi dubbi riguardo alle conoscenze mediche che venivano date per acquisite all'epoca si rafforzarono, maturando la decisione di impegnare la sua carriera futura nella ricerca delle migliori prove dell'efficacia delle terapie.
Alla fine della guerra tornò agli studi interrotti ottenendo un diploma in salute pubblica presso la London School of Hygiene & Tropical Medicine, dove ebbe come insegnante Austin Bradford Hill. Nel 1947 si spostò preso l'Henry Pipps Institute di Filadelfia, occupandosi della tubercolosi. Nel 1949 entrò in un gruppo di ricerca sulla pneumoconiosi del Medical Research Council operante nella Welsh National School of Medicine di Cardiff. Nel 1960 divenne insegnante di malattie respiratorie presso lo stesso istituto, diventando nel 1969 direttore della sezione di epidemiologia, poco prima di ritirarsi dall'insegnamento. Nel 1972 fu eletto Presidente della facoltà di medicina sociale del Royal Colleges of Physicians del Regno Unito. Abbandonò gradualmente gli impegni accademici, continuando comunque a seguire alcuni degli studi clinici da lui avviati decenni prima, fino quasi alla sua morte, avvenuta nel 1988.

## Contributi scientifici
L'interesse di Archie Cochrane per gli studi epidemiologici, al cui uso e perfezionamento dedicherà buona parte della carriera, nascono durante la sfortunata esperienza di medico militare nei campi di prigionia tedeschi. Qui, ispirandosi al lavoro di James Lind si ritrovò per la prima volta a sperimentare sistemi per ricercare le cause delle malattie, con risultati incoraggianti. Tornato in patria, indirizzò la propria carriera verso l'epidemiologia e la medicina delle comunità, diventando uno strenuo sostenitore dell'uso dei trial di tipo randomizzati, impegnandosi in alcuni degli studi sulla popolazione più ambiziosi mai concepiti per l'epoca, tra cui uno sulle malattie polmonari dei minatori gallesi che si sviluppò per quasi tutta la sua vita.
Nel 1972 pubblicò Effectiveness and Efficiency: Random Reflections on Health Services, che ottenne un grande successo diventando un punto di riferimento per generazioni di medici, ponendo le basi per ciò che verrà definita medicina basata su prove di efficacia (EBM), e fornendo una spinta fondamentale ed una fonte di ispirazione per chi in seguito avrebbe messo in pratica i suoi insegnamenti.

## Riconoscimenti e dediche
Nel 1945 gli fu conferito il titolo di Membro dell'Ordine dell'Impero Britannico (MBE) per il servizio reso come ufficiale medico durante la prigionia. Nel 1968 il titolo fu elevato a Commander (CBE) per meriti scientifici.
La maggiore istituzione internazionale indipendente impegnata nel campo della valutazione delle prove di efficacia porta il suo cognome come esplicito riconoscimento alla sua opera.